# Beauce la Romaine
Beauce la Romaine est une commune nouvelle située dans le département du Loir-et-Cher, en région Centre-Val de Loire, avec pour chef-lieu la commune désormais déléguée d'Ouzouer-le-Marché. Occupant une superficie de plus de 136 km2, elle est la commune la plus vaste du Loir-et-Cher.
Elle est issue de la fusion administrative de sept communes aujourd'hui déléguées : La Colombe, Membrolles, Prénouvellon, Semerville, Tripleville, Verdes, ainsi qu'Ouzouer-le-Marché.

## Géographie

### Localisation et communes limitrophes
La commune de Beauce la Romaine se trouve au centre-nord du département de Loir-et-Cher, dans la petite région agricole de la Beauce,. À vol d'oiseau, elle se situe à 38,8 km de Blois, préfecture du département. La commune fait en outre partie du bassin de vie de Meung-sur-Loire.
Les communes les plus proches sont : Charsonville (4,3 km) (45), Tripleville (4,9 km) , Binas (5 km) , Villermain (5,4 km) , Prénouvellon (6,5 km) , Baccon (7,7 km) (45), Épieds-en-Beauce (7,9 km) (45), Saint-Laurent-des-Bois (8,9 km) et Autainville (9,1 km).
| Ouzouer-le-Doyen Moisy  | Cloyes-les-Trois-Rivières Eure-et-Loir | Villemaury Eure-et-Loir Villamblain Loiret  |
| Vievy-le-Rayé           | Beauce-la-Romaine                      | Épieds-en-Beauce Loiret Charsonville Loiret |
| Saint-Léonard-en-Beauce | Villermain , Binas                     | Baccon Loiret                               |

### Paysages et relief
Dans le cadre de la Convention européenne du paysage, adoptée le 20 octobre 2000 et entrée en vigueur en France le 1er juillet 2006, un atlas des paysages de Loir-et-Cher a été élaboré en 2010 par le CAUE de Loir-et-Cher, en collaboration avec la DIREN Centre (devenue DREAL en 2011), partenaire financier. Les paysages du département s'organisent ainsi en huit grands ensembles et 25 unités de paysage,. La commune fait partie de l'unité de paysage de « la Beauce ».
La fertile Beauce, qui couvre pas moins de six cent mille hectares, est un vaste plateau, essentiellement consacré aux grandes cultures (céréales, colza, betterave sucrière). En Loir-et-Cher, la Beauce s'avance jusqu'à Blois, bordée au nord par le Loir et au sud par la Loire, couvrant un septième du département. Ses paysages épurés et ouverts sur le ciel contrastent avec les vertes collines Percheronnes au nord et surtout avec les grandes forêts Solognotes au sud.
L'altitude du territoire communal varie de 107 mètres à 153 mètres,.

### Hydrographie

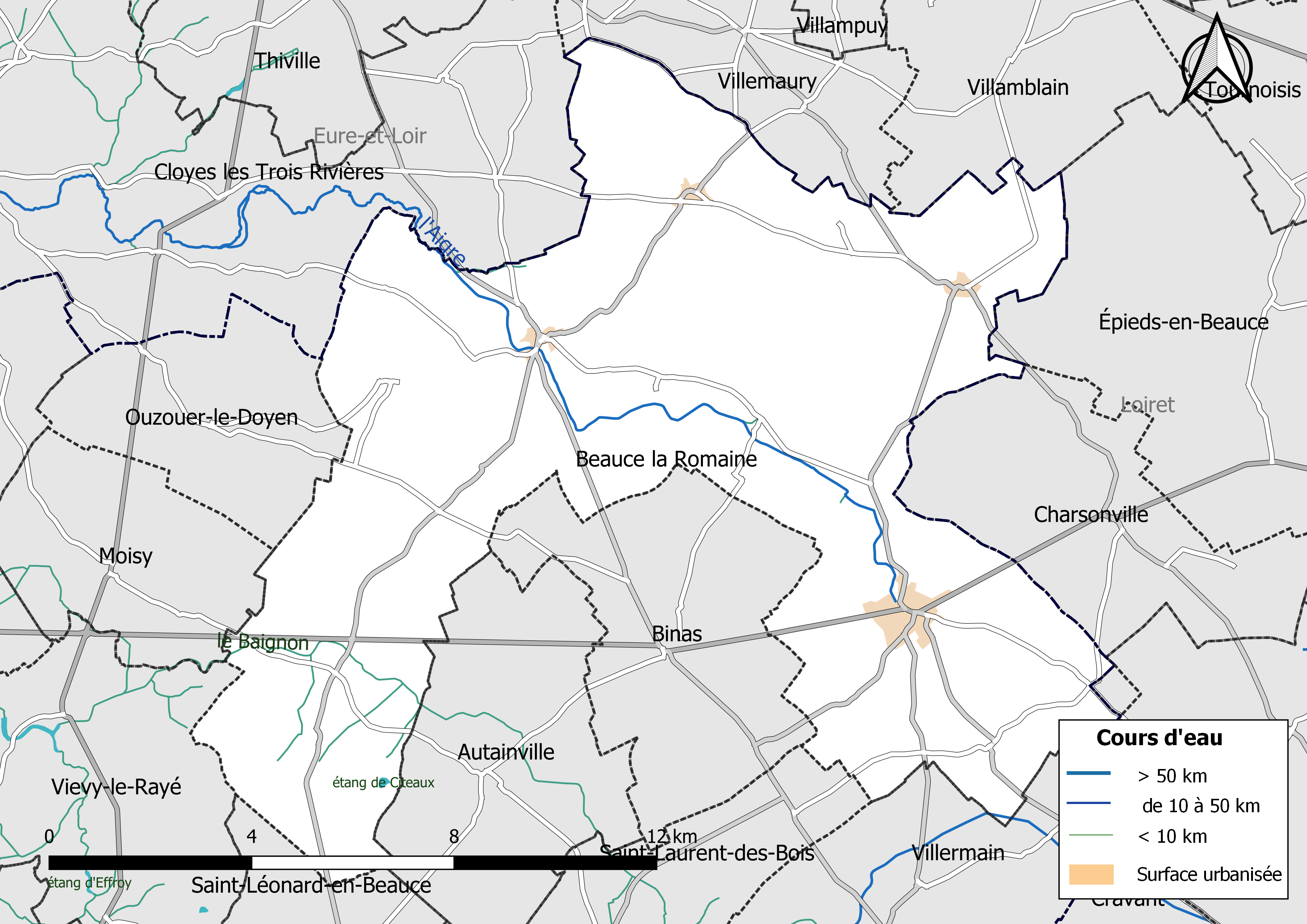
Réseau hydrographique de Beauce la Romaine.

La commune est drainée par l'Aigre (2,908 km) et par deux petits cours d'eau, constituant un réseau hydrographique de 3,52 km de longueur totale.
L'Aigre, d'une longueur totale de 30,8 km, prend sa source dans la commune et se jette dans le Loir à Romilly-sur-Aigre, après avoir traversé 7 communes. Sur le plan piscicole, ce cours d'eau est classé en première catégorie, où le peuplement piscicole dominant est constitué de salmonidés (truite, omble chevalier, ombre commun, huchon).

### Climat
Pour des articles plus généraux, voir Climat du Centre-Val de Loire et Climat de Loir-et-Cher.
En 2010, le climat de la commune est de type climat océanique dégradé des plaines du Centre et du Nord, selon une étude du CNRS s'appuyant sur une série de données couvrant la période 1971-2000. En 2020, Météo-France publie une typologie des climats de la France métropolitaine dans laquelle la commune est exposée à un climat océanique altéré et est dans la région climatique Moyenne vallée de la Loire, caractérisée par une bonne insolation (1 850 h/an) et un été peu pluvieux.
Pour la période 1971-2000, la température annuelle moyenne est de 10,9 °C, avec une amplitude thermique annuelle de 15 °C. Le cumul annuel moyen de précipitations est de 626 mm, avec 10,5 jours de précipitations en janvier et 7,1 jours en juillet. Pour la période 1991-2020, la température moyenne annuelle observée sur la station météorologique de Météo-France la plus proche, sur la commune de Saint-Léonard-en-Beauce à 14 km à vol d'oiseau, est de 11,9 °C et le cumul annuel moyen de précipitations est de 642,2 mm,. Pour l'avenir, les paramètres climatiques de la commune estimés pour 2050 selon différents scénarios d'émission de gaz à effet de serre sont consultables sur un site dédié publié par Météo-France en novembre 2022.

### Milieux naturels et biodiversité
Aucun espace naturel présentant un intérêt patrimonial n'est recensé sur la commune dans l'inventaire national du patrimoine naturel,,.

## Urbanisme

### Typologie
Au 1er janvier 2024, Beauce la Romaine est catégorisée commune rurale à habitat dispersé, selon la nouvelle grille communale de densité à sept niveaux définie par l'Insee en 2022.
Elle est située hors unité urbaine. Par ailleurs la commune fait partie de l'aire d'attraction d'Orléans, dont elle est une commune de la couronne,. Cette aire, qui regroupe 136 communes, est catégorisée dans les aires de 200 000 à moins de 700 000 habitants,.

### Occupation des sols
L'occupation des sols est marquée par l'importance des espaces agricoles et naturels. La répartition détaillée ressortant en 2012 de la base de données européenne d'occupation biophysique des sols Corine Land Cover pour l'ancienne commune d'Ouzouer-le-Marché est la suivante :
terres arables (95,5 %), zones urbanisées (4,5 %).

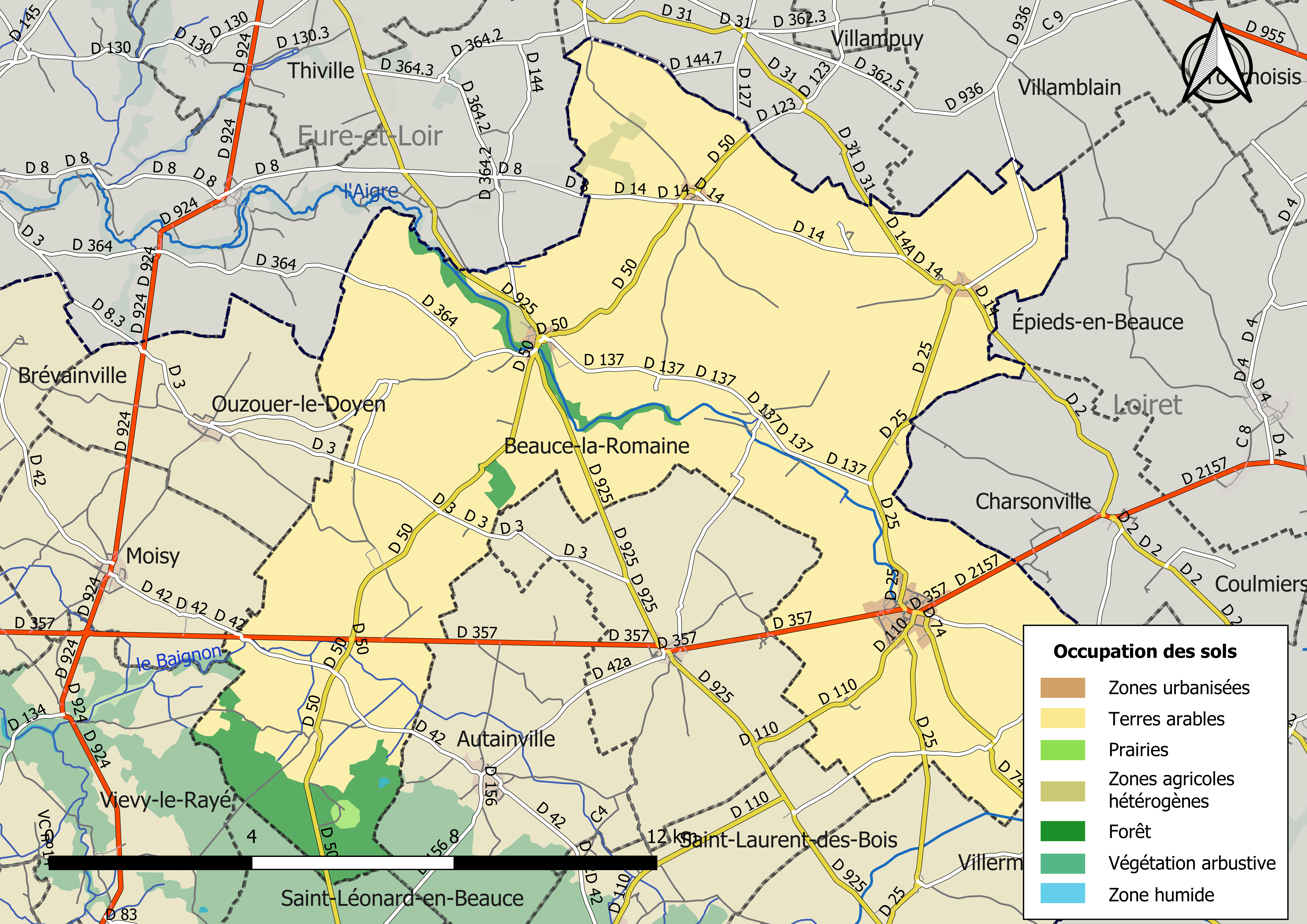
Carte des infrastructures et de l'occupation des sols de la commune en 2018 (CLC).

### Planification
En matière de planification, la commune disposait en 2017 d'un plan local d'urbanisme approuvé.

### Habitat et logement
Le tableau ci-dessous présente la typologie des logements à Beauce la Romaine en 2016 en comparaison avec celle du Loir-et-Cher et de la France entière. Une caractéristique marquante du parc de logements est ainsi une proportion de résidences secondaires et logements occasionnels (19,1 %) supérieure à celle du département (18 %) et à celle de la France entière (9,6 %). Concernant le statut d'occupation de ces logements, 90,5 % des habitants de la commune sont propriétaires de leur logement (94,2 % en 2011), contre 68,1 % pour le Loir-et-Cher et 57,6 pour la France entière.
|                                                         | Beauce la Romaine | Loir-et-Cher | France entière |
| ------------------------------------------------------- | ----------------- | ------------ | -------------- |
| Résidences principales (en %)                           | 71,0              | 74,5         | 82,3           |
| Résidences secondaires et logements occasionnels (en %) | 19,1              | 18           | 9,6            |
| Logements vacants (en %)                                | 9,9               | 7,5          | 8,1            |

### Risques majeurs
Le territoire communal de Beauce la Romaine est vulnérable à différents aléas naturels : climatiques (hiver exceptionnel ou canicule), mouvements de terrains ou sismique (sismicité très faible).
Il est également exposé à deux risques technologiques : le risque nucléaire et le transport de matières dangereuses,.

#### Risques naturels
Les mouvements de terrains susceptibles de se produire sur la commune sont liés au retrait-gonflement des argiles. Le phénomène de retrait-gonflement des argiles est la conséquence d'un changement d'humidité des sols argileux. Les argiles sont capables de fixer l'eau disponible mais aussi de la perdre en se rétractant en cas de sécheresse. Ce phénomène peut provoquer des dégâts très importants sur les constructions (fissures, déformations des ouvertures) pouvant rendre inhabitables certains locaux. La carte de zonage de cet aléa peut être consultée sur le site de l'observatoire national des risques naturels Georisques.

#### Risques technologiques
Une partie du territoire de la commune peut être concernée par le risque nucléaire (les hameaux Anchat, Marché Blanc, Mézières, Doublainville, Bizy, la Porcherie, Aupuy, Chandry) . En cas d'accident grave, certaines installations nucléaires sont susceptibles de rejeter dans l'atmosphère de l'iode radioactif. Or la commune se situe partiellement à l'intérieur du périmètre de 20 km du Plan particulier d'intervention de la centrale nucléaire de Saint-Laurent-des-Eaux. À ce titre, les habitants de la commune, comme tous ceux résidant dans le périmètre proche de 20 km de la centrale ont bénéficié, à titre préventif, d'une distribution de comprimés d'iode stable dont l'ingestion avant rejet radioactif permet de pallier les effets sur la thyroïde d'une exposition à de l'iode radioactif. En cas d'incident ou d'accident nucléaire, des consignes de confinement ou d'évacuation peuvent être données et les habitants peuvent être amenés à ingérer, sur ordre du préfet, les comprimés en leur possession,.
Le risque de transport de marchandises dangereuses sur la commune est lié à sa traversée par une route à fort trafic et une ligne de chemin de fer. Un accident se produisant sur de telles infrastructures est en effet susceptible d'avoir des effets graves au bâti ou aux personnes jusqu'à 350 m, selon la nature du matériau transporté. Des dispositions d'urbanisme peuvent être préconisées en conséquence.

## Toponymie
La première partie du nom de la commune rappelle sa région naturelle d'appartenance, la Beauce, dont fait partie l'ensemble des communes déléguées. Le terme de Beauce signifiant également « plateau défriché » ou « espace découvert », il correspond relativement bien au paysage de la commune. Le suffixe « la Romaine » est une référence plus spécifique à Verdes, dont le site archéologique est le témoin d'une grande cité prospère pendant l'Antiquité.
Bien que rendue officielle, l'orthographe « Beauce la Romaine » ne respecte pas les règles telles qu'établies par la Commission nationale de toponymie, qui recommandent un changement vers « Beauce-la-Romaine ».

## Histoire

### Avant 2016
Créée en 2016, la commune nouvelle de Beauce-la-Romaine résulte de la fusion des communes aujourd'hui déléguées de :
- La Colombe,
- Membrolles,
- Ouzouer-le-Marché,
- Prénouvellon,
- Semerville,
- Tripleville,
- Verdes.

## Politique et administration

### Conseil municipal
Jusqu'aux prochaines élections municipales de 2020, le conseil municipal de la nouvelle commune est constitué de l'ensemble des conseillers municipaux des anciennes communes. Les maires des anciennes communes sont de droit maires délégués de chacune d'entre elles.
Ainsi, le nouveau conseil municipal regroupe :
- 1 maire ;
- 7 maires délégués ;
- 13 adjoints au maire ;
- 56 conseillers municipaux.

### Communes déléguées
| Nom                       | Code Insee | Intercommunalité            | Superficie (km2) | Population (dernière pop. légale) | Densité (hab./km2) |
| ------------------------- | ---------- | --------------------------- | ---------------- | --------------------------------- | ------------------ |
| Ouzouer-le-Marché (siège) | 41173      | CC de la Beauce Oratorienne | 28,10            | 1 989 (2013)                      | 71                 |
| La Colombe                | 41056      | CC de la Beauce Oratorienne | 18,36            | 214 (2013)                        | 12                 |
| Membrolles                | 41133      | CC de la Beauce Oratorienne | 18,95            | 267 (2013)                        | 14                 |
| Prénouvellon              | 41183      | CC de la Beauce Oratorienne | 19,77            | 227 (2013)                        | 11                 |
| Semerville                | 41244      | CC de la Beauce Oratorienne | 9,67             | 97 (2013)                         | 10                 |
| Tripleville               | 41264      | CC de la Beauce Oratorienne | 13,07            | 165 (2013)                        | 13                 |
| Verdes                    | 41270      | CC de la Beauce Oratorienne | 28,59            | 490 (2013)                        | 17                 |

### Liste des maires
| Période      | Période  | Identité        | Étiquette | Qualité         |
| ------------ | -------- | --------------- | --------- | --------------- |
| janvier 2016 | En cours | Bernard Espugna |           | Cadre supérieur |

## Équipements et services

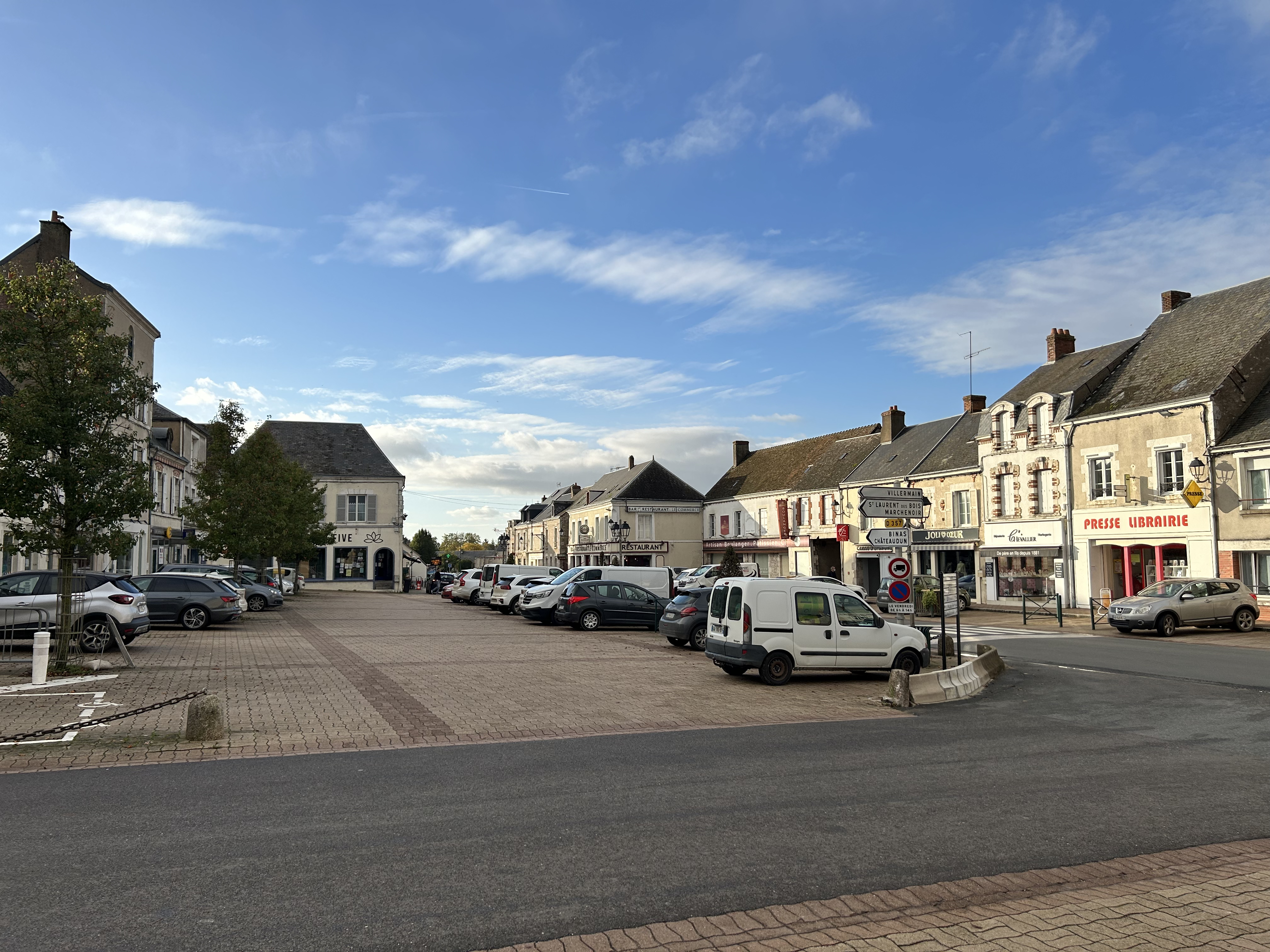
La place de l’église Ouzouer, à Beauce la Romaine

### Eau et assainissement
L'organisation de la distribution de l'eau potable, de la collecte et du traitement des eaux usées et pluviales relève des communes. La compétence eau et assainissement des communes est un service public industriel et commercial (SPIC).

#### Assainissement des eaux usées
En 2019, la commune de Beauce la Romaine gère le service d'assainissement collectif en régie directe, c'est-à-dire avec ses propres personnels, avec le statut de régie à autonomie financière.
Une station de traitement des eaux usées est en service au 1er janvier 2019 sur le territoire communal :
« Sentier Aux Fromages », un équipement utilisant la technique par décantation et lagunage naturel, avec prétraitement, dont la capacité est de 1 350 EH , mis en service le 1er janvier 1993.

### Sécurité, justice et secours
La sécurité de la commune est assurée par la brigade de gendarmerie de Beauce-la-Romaine qui dépend du groupement de gendarmerie départementale de Loir-et-Cher installé à Blois.
En matière de justice, Beauce la Romaine relève du conseil de prud'hommes de Blois, de la Cour d'appel d'Orléans (juridiction de Blois), de la Cour d'assises de Loir-et-Cher, du tribunal administratif de Blois, du tribunal de commerce de Blois et du tribunal judiciaire de Blois.

## Population et société

### Démographie
| Nom                       | Code Insee | Intercommunalité            | Superficie (km2) | Population (dernière pop. légale) | Densité (hab./km2) |
| ------------------------- | ---------- | --------------------------- | ---------------- | --------------------------------- | ------------------ |
| Ouzouer-le-Marché (siège) | 41173      | CC de la Beauce Oratorienne | 28,1             |                                   |                    |
| La Colombe                | 41056      | CC de la Beauce Oratorienne | 18,36            |                                   |                    |
| Membrolles                | 41133      | CC de la Beauce Oratorienne | 18,95            |                                   |                    |
| Prénouvellon              | 41183      | CC de la Beauce Oratorienne | 19,77            |                                   |                    |
| Semerville                | 41244      | CC de la Beauce Oratorienne | 9,67             |                                   |                    |
| Tripleville               | 41264      | CC de la Beauce Oratorienne | 13,07            |                                   |                    |
| Verdes                    | 41270      | CC de la Beauce Oratorienne | 28,59            |                                   |                    |

#### Évolution démographique
L'évolution du nombre d'habitants est connue à travers les recensements de la population effectués dans la commune depuis sa création.

En 2022, la commune comptait 3 350 habitants, en évolution de −3,54 % par rapport à 2016 (Loir-et-Cher : −1,15 %, France hors Mayotte : +2,11 %).
| 2014  | 2015  | 2016  | 2021  | 2022  |
| ----- | ----- | ----- | ----- | ----- |
| 3 461 | 3 468 | 3 473 | 3 393 | 3 350 |

## Économie

### Secteurs d'activité
Le tableau ci-dessous détaille le nombre d'entreprises implantées à Beauce la Romaine selon leur secteur d'activité et le nombre de leurs salariés :
|                                                              | total | % com (% dep) | 0 salarié | 1 à 9 salarié(s) | 10 à 19 salariés | 20 à 49 salariés | 50 salariés ou plus |
| ------------------------------------------------------------ | ----- | ------------- | --------- | ---------------- | ---------------- | ---------------- | ------------------- |
| Ensemble                                                     | 9,7   | 7,1 (100)     |           |                  |                  |                  |                     |
| Agriculture, sylviculture et pêche                           | 10,3  | 10,1 (11,8)   |           |                  |                  |                  |                     |
| Industrie                                                    | 47,6  | 56,4 (6,5)    |           |                  |                  |                  |                     |
| Construction                                                 |       | (10,3)        |           |                  |                  |                  |                     |
| Commerce, transports, services divers                        |       | (57,9)        |           |                  |                  |                  |                     |
| dont commerce et réparation automobile                       |       | (17,5)        |           |                  |                  |                  |                     |
| Administration publique, enseignement, santé, action sociale |       | (13,5)        |           |                  |                  |                  |                     |
| Champ : ensemble des activités.                              |       |               |           |                  |                  |                  |                     |

Sur les 9,7 entreprises implantées à Beauce la Romaine en 2016, 0 ne font appel à aucun salarié et 0 comptent 1 à 9 salariés.
Au 1er juillet 2017, la commune est classée en zone de revitalisation rurale (ZRR), un dispositif visant à aider le développement des territoires ruraux principalement à travers des mesures fiscales et sociales. Des mesures spécifiques en faveur du développement économique s'y appliquent également.
Il convient de se reporter aux articles consacrés aux anciennes communes fusionnées.

## Culture locale et patrimoine

### Lieux et monuments
Il convient de se reporter aux articles consacrés aux anciennes communes fusionnées.

#### Personnalités liées à la commune
Il convient de se reporter aux articles consacrés aux anciennes communes fusionnées.